# Wirzchosława
Wirzchosława, Wierzchosława – staropolskie imię żeńskie (notowane tylko w formie Wirzchosława). Składa się z członu Wirzcho- ("wierzch, szczyt, czubek") i -sława ("sława"). Może oznaczać "znajdująca się u szczytu sławy". Męskim odpowiednikiem jest Wirzchosław.
Wirzchosława, Wierzchosława imieniny obchodzi: 3 marca i 26 sierpnia.
Znane osoby noszące to imię: 
- Wierzchosława Antonina – księżniczka wyżgorodzka
- Wierzchosława Bolesławówna – księżniczka kujawska
- Wierzchosława Ludmiła – księżniczka wielkopolska i księżna lotaryńska z dynastii Piastów
- Wierzchosława nowogrodzka – księżniczka polska, żona Bolesława Kędzierzawego